# 花照壁北站
花照壁北站位于中华人民共和国四川省成都市金牛区营门口街道花照壁中横街与金府路路口东北侧地下，是成都地铁27号线的地铁车站，于2024年12月19日启用。

## 车站概要
本站位于成都市金牛区营门口街道花照壁中横街与金府路路口东北侧，沿金府路东北—西南方向设置。本站在规划阶段曾用名“花照壁东街站”，由于花照壁东街南段已经设置并启用了7号线花照壁站，故稍后本站正式站名定为花照壁北站。

## 车站结构
花照壁北站为地下二层单柱双跨11米岛式站台车站。全长233米，宽19.9米，总建筑面积13635平方米。车站采用半幅盖挖法施工。

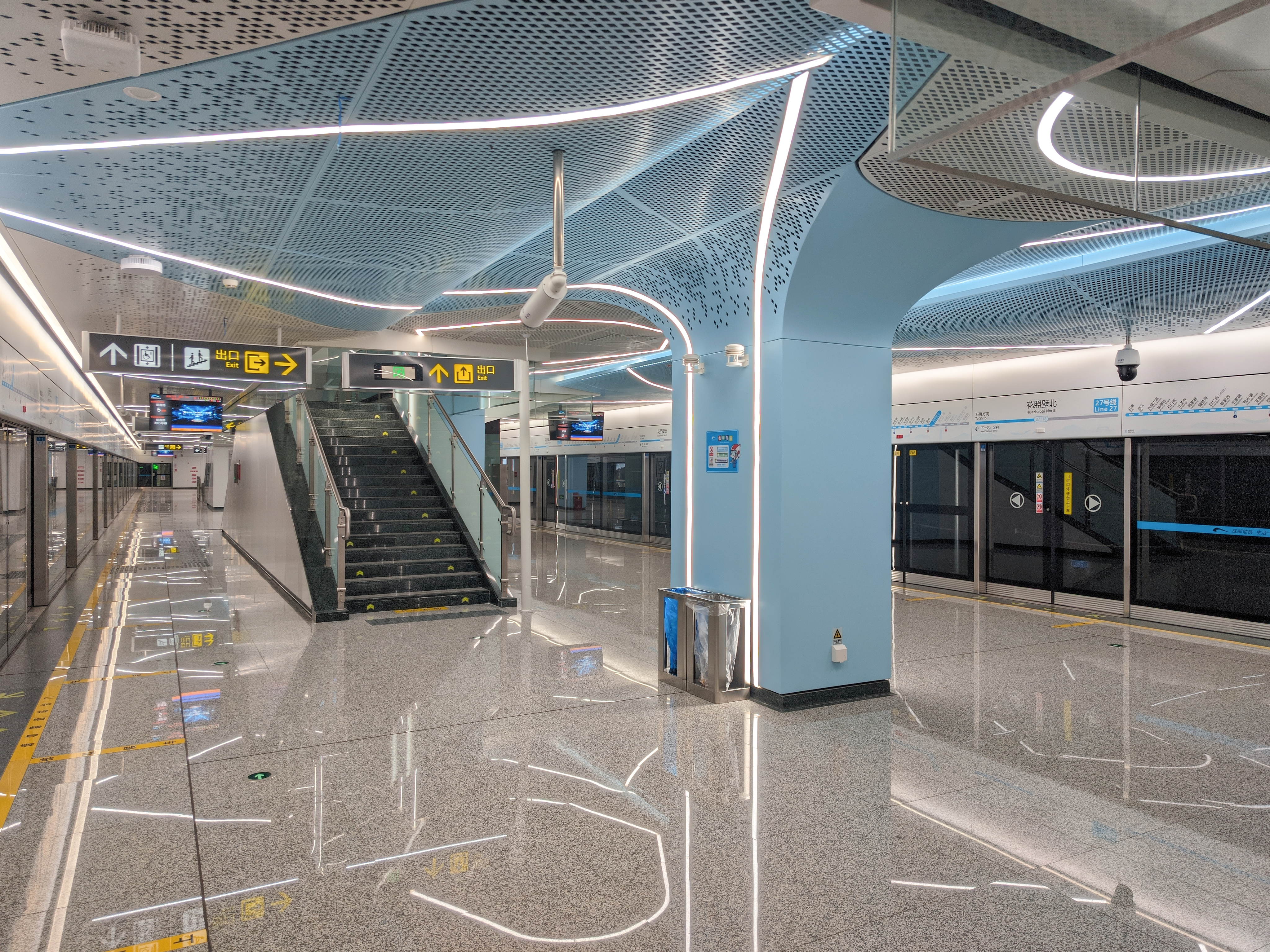
站台
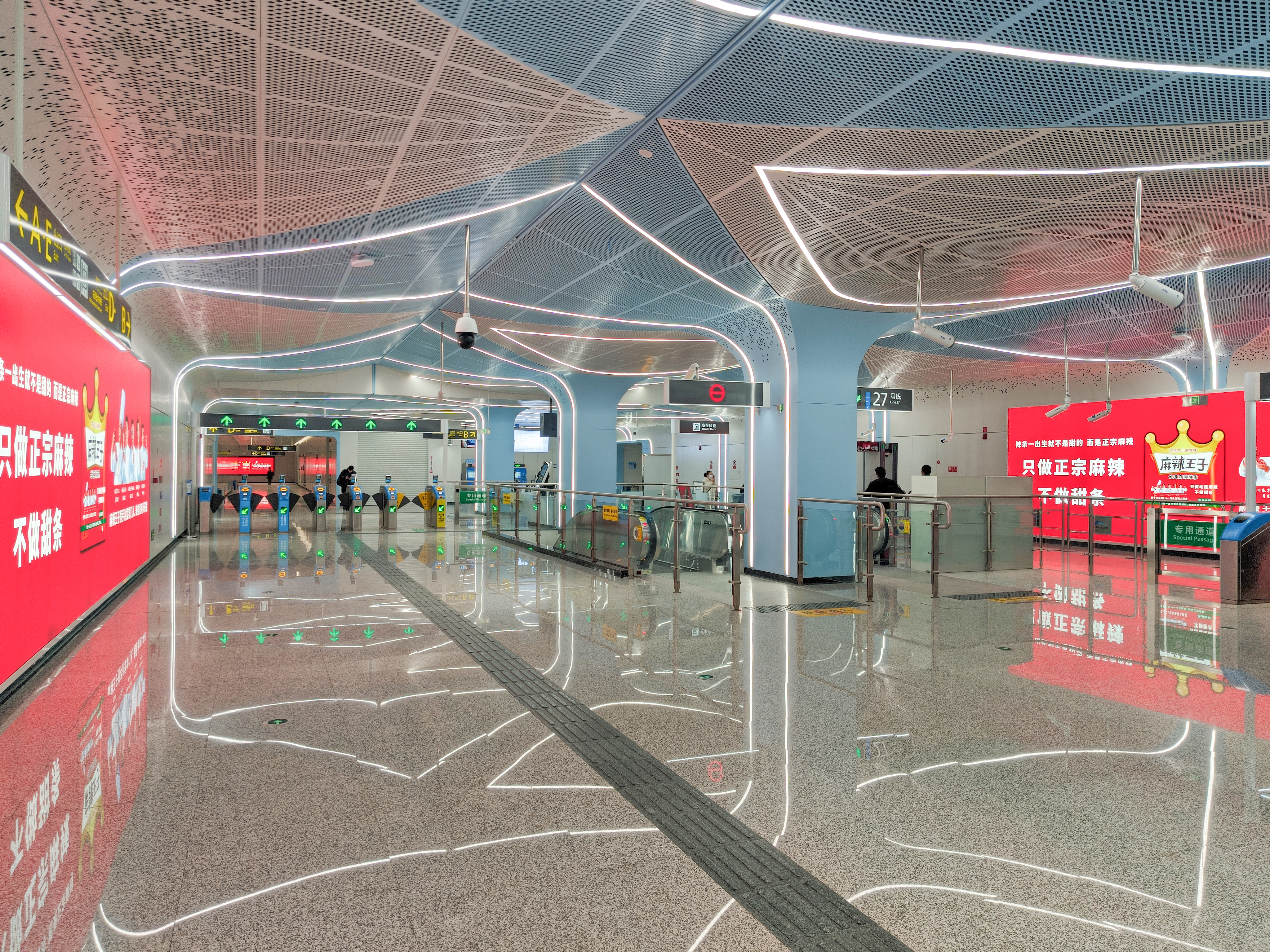
站厅

| 地面              | 0    | 出口                                                                                                  |
| 地下一层          | 站厅 | 自助购票 客服中心                                                                                     |
| 地下二层          | 站台 | \| \| \| 27号线往石佛（金府） \| \| 島式 · 開左邊车门 \| \| \| \| \| \| 27号线往蜀鑫路（金牛公园） \| |
|                   |      | 27号线往石佛（金府）                                                                                  |
| 島式 · 開左邊车门 |      | |
|                   |      | 27号线往蜀鑫路（金牛公园）                                                                            |

- 站台
- 站厅

## 出入口
本站目前开放5个出入口。
|              |                                |                                              |      |
| 编号         | 设施                           | 指示                                         | 照片 |
|              | 无障碍电梯 无障碍卫生间 哺乳室 | 金府路、万贯机电一大道                       |      |
| 出口 · B     |                                | 金府路、金府二街                             |      |
| （暂未开放） |                                | 金府路、金府二街、工人文化宫                 |      |
| 出口 · D     | 无障碍电梯                     | 花照壁中横街、金府路、四川省人民医院金牛医院 |      |
| 出口 · E     |                                | 金府路、花照壁中横街                         |      |

## 轶事
- 曾有市民建议以附近的长久社区为据，将本站命名为“长久站”，惟成都市民政局考察后发现本站不在长久社区境内，故未有采纳此意见。[6]